# オマス
オマス（OMAS）は1925年に設立されたイタリアの高級筆記用具メーカーであり、主に高価格帯の万年筆、及びボールペンを販売している。

## 沿革
1925年、アルマンド・シモーニによってアルマンド・シモーニ工房(Officina Meccanica Armando simony)がボローニャに設立された。1930年に体温計を内蔵した『ドクターズ・ペン』、1931年に軸が12面体の『エクストラ』という斬新なモデルを発表。そして1996年には、今なお高い人気を誇る『360』を発表した。

## 主な製品

### 現行品

#### アルテ イタリアーナ
『エキストラ』の12面体のボディを継承している、オマスを象徴するモデル。コットンレジン、ウッドを始めとする豊富なバリエーションが存在する。

#### 360
1996年に販売された、正三角形の軸を持つモデル。現行のモデル(2014年現在)は首軸に向かうにつれ円形に変化していくが、過去のモデルでは首軸まで正三角形であった。現在でも一部の限定版では、そのような構造になっている。同シリーズに、小型の『360 メッツォ』が存在する。

#### ボローニャ
OMASのあるイタリアのボローニャの名を冠するモデル。美しいマーブル模様が特徴である。